# АБ ИнБев Эфес Украина
АБ ИнБе́в Эфес Украи́на — украинское подразделение крупнейшего мирового пивоваренного концерна Anheuser-Busch InBev, а также крупнейшей пивоваренной компании Турции Anadolu Efes. Компания является лидером на украинском рынке пива с 2000 года.

## История
- 1996 — Запуск бизнеса в Украине. Черниговская пивоварня первой стала частью «Interbrew» (Бельгия).
- 1999 — Присоединение Николаевской пивоварни к группе «Interbrew».
- 2000 — Харьковская пивоварня (пивзавод Рогань) присоединилась к компании «Interbrew». Это был последний этап организации «САН Интербрю Украина».
- 2018 — слияние бизнесов бельгийской AB InBev и турецкой Anadolu Efes на территории Украины и России. Изменение названия «САН ИнБев Украина» на AB InBev Efes Украины.[3]

## Бренды
В портфель брендов компании входят локальные бренды:
- «Черниговское»
- «Рогань»
- «Янтарь»
- «Жигулёвское Оригинальное»
- «Где Сад»
- «Essa»
- «Село и люди»
- «Старый Мельник из бочонка»
- «Белый Медведь»

Глобальные бренды:
- Bud
- Stella Artois
- Corona Extra

Международные бренды:
- Staropramen
- Leffe
- Hoegaarden
- Lowenbrau
- Franziskaner
- Spaten Münchner
- Taller
- Velkopopovicky Kozel
- Miller Genuine Draft
- Tripel Karmeliet
- Kwak
- Cubanisto
- Boddingtons Pub Ale
- Efes Pilsener
- Belle-Vue Kriek
- Modelo

Бренды крафтового пива:
- Goose Island
- Birra del Borgo
- La Virgen

## Производство
В Украине компания контролирует три пивоварни:
- Черниговская
- Харьковская
- Николаевская

## Штат
Общая численность сотрудников в Украине составляет около 2 тысяч человек. Действует программа развития сотрудников. Для студентов и молодых специалистов проводятся программы «Управленческие стажировки» и «Стажировка на производстве». Также компания работает в направлении привлечения и удержания высококвалифицированных специалистов. В 2020 году компания Ab InBev Efes Украина попала в рейтинг лучших работодателей Украины. В 2021 году компания Ab InBev Efes Украина попала в пятерку лучших в Рейтинге работодателей Украины.

## Социальная ответственность
Компания «АБ ИнБев Эфес Украина» реализует проекты корпоративной социальной ответственности по направлениям:
- ответственное потребление алкоголя и недопущения употребления алкоголя лицам до 18 лет;
- ответственное отношение к окружающей среде и экологии;
- вклад в развитие общества.